# St. Ruprecht-Falkendorf

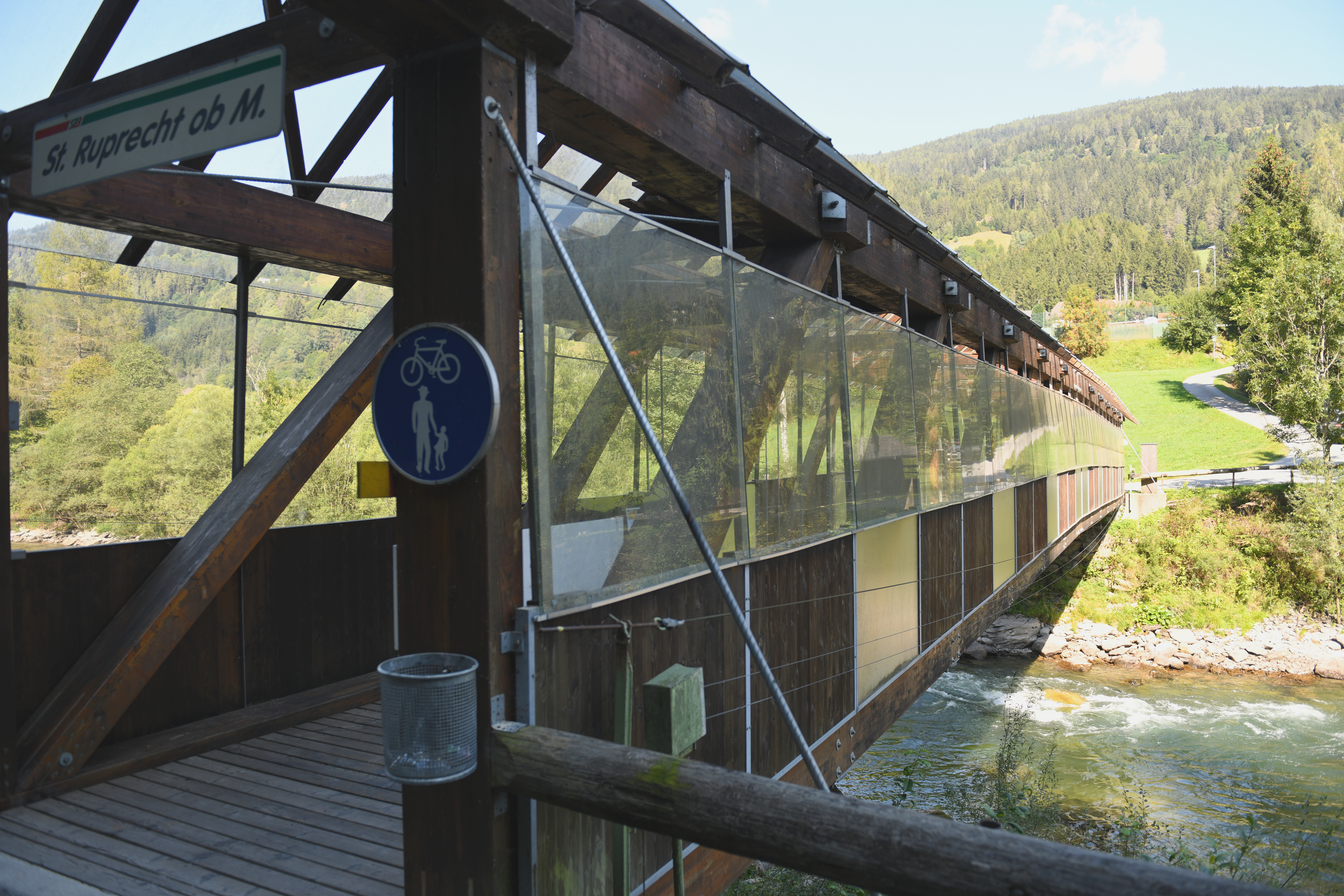
Mursteg, zugleich Haltestelle der Murtalbahn

St. Ruprecht-Falkendorf ist eine ehemalige Gemeinde mit 467 Einwohnern (Stand: 31. Oktober 2013)
im Gerichtsbezirk bzw. Bezirk Murau in der Steiermark. Sie entstand 2005 durch die Zusammenlegung der Gemeinden Sankt Ruprecht ob Murau und Falkendorf.
Am 1. Jänner 2015 wurde sie im Rahmen der steiermärkischen Gemeindestrukturreform mit der Gemeinde Sankt Georgen ob Murau zusammengeschlossen. Die daraus entstandene neue Gemeinde führt den Namen Sankt Georgen am Kreischberg.

## Geographie
St. Ruprecht-Falkendorf liegt im Bezirk Murau im österreichischen Bundesland Steiermark.

### Gliederung
Das ehemalige Gemeindegebiet umfasste folgende zwei Ortschaften (in Klammern Einwohnerzahl Stand 31. Oktober 2011) und Katastralgemeinden:
- Falkendorf (181)
- St. Ruprecht ob Murau (292, KG St. Ruprecht)

## Geschichte
Die Aufhebung der Grundherrschaften erfolgte 1848. Die Ortsgemeinden St. Ruprecht ob Murau und Falkendorf als autonome Körperschaften entstanden 1850. Nach der Annexion Österreichs 1938 kamen die Gemeinden zum Reichsgau Steiermark, 1945 bis 1955 waren sie Teil der britischen Besatzungszone in Österreich.
Per 1. Jänner 2005 wurden St. Ruprecht und Falkendorf zusammengelegt, der Name der Gemeinde lautete St. Ruprecht-Falkendorf.

## Politik
Letzte Bürgermeisterin war bis zur Auflösung der selbständigen Gemeinde Michaela Seifter (ÖVP).
Der mit 31. Dezember 2014 aufgelöste Gemeinderat setzte sich nach der Gemeinderatswahl von 2010 wie folgt zusammen: 6 ÖVP und 3 SPÖ.

### Wappen
Seit 2006 führte die ehemalige Gemeinde folgendes Wappen:
„Zwischen grünen mit je drei silbernen Getreidegarben zu je drei Halmen belegten Flanken in Silber ein allseits anstoßender aus einem Band und Perlen bestehender roter Langpaß von einer oblongen Raute mit angesetzten Kreisbögen, darin ein roter Bischofsstab, umgeben von rotem Blattwerk.“

## Kultur und Sehenswürdigkeiten
- Katholische Pfarrkirche St. Ruprecht ob Murau
- Steirisches Holzmuseum
- Jahrhundertealte Bergbauernhöfe in Falkendorf

## Persönlichkeiten
- Engelbert Weilharter (* 1953), Mechatroniker, Versicherungsvertreter und Politiker